# Distretto di Tarnobrzeg
Il distretto di Tarnobrzeg (in polacco powiat tarnobrzeski) è un distretto polacco appartenente al voivodato della Precarpazia.

## Geografia antropica

### Suddivisioni amministrative
Il distretto comprende 4 comuni.
- Comuni urbano-rurali: Baranów Sandomierski, Nowa Dęba
- Comuni rurali: Gorzyce, Grębów